# Йоланда Френска
Йоланда Френска или Йоланда дьо Валоа (на френски: Yolande de France; Yolande de Valois; * 23 септември 1434, Тур, Франция; † 28 август 1478, Шамбери, Франция) от династията Валоа, е френска принцеса и чрез женитба херцогиня на Савоя. Тя ръководи Херцогство Савоя (1472 – 1478) като регентка на нейния син Филиберт I.

## Живот
Тя е шестото дете на френския крал Шарл VII и Мари д'Анжу (1404 – 1463), дъщеря на Луи II Валоа-Анжуйски, титулуван крал на Неапол, и Йоланда Арагонска. Сестра е на Луи XI, крал на Франция (упр. 1461 – 1483). Кръстена е на баба си по майчина линия Йоланда Арагонска.
Йоланда се омъжва през 1452 г. за Амадей IX Савойски (1435 – 1472), херцог на Савоя от 1465 г. Понеже е болен от епилепсия Амадей IX се отказва от трона през 1469 г. в полза на Йоланда. Тя ръководи херцогството Савоя като регент на нейния син Филиберт I. Съветвана е от брата на нейния съпруг Пиер, княжески епископ на Женева.
Тя се съюзява през 1475 г. с бургундския херцог Шарл Дръзки, съпруг на нейната сестра Катерина († 1446). През 1476 г. Шарл Дръзки я отвлича чрез Оливие дьо Ламарш при Женева и я затваря в замъка на Рувър. След няколко месеца тя избягва и умира малко след това през 1478 г. Нов опекун на нейния син Филиберт става женевският епископ Пиер Савойски.

## Деца
Йоланда Валоа и Амадей IX имат децата:
- Луи (1453 – 1453)
- Анна (1455 – 1480), ∞ 1478 Федерико I (1452 – 1504), крал на Неапол (Династия Трастамара)
- Шарл (1456 – 1471), принц на Пиемонт
- Филиберт I (1465 – 1482), 4-ти херцог на Савоя, граф на Аоста и принц на Пиемонт
- Мария (1455 – 1511), ∞ 1476 Филип, маркграф на Баден-Хахберг (1454 – 1503); ∞ Жак д'Асай, господар на Ле Плесис
- Св. Луиза (1462 – 1503), ∞ 1479 Хуго от Шалон († 1490), (Дом Шалон)
- Бернард (1467 – 1467)
- Карл I (Charles 1468 – 1490), 5-и херцог на Савоя, граф на Аоста и принц на Пиемонт
- Жак Луи (1470 – 1485), маркиз на Жекс
- Жан-Клод Галéас (1472 – 1472)